# 普卡馬柴山
9°46′18″S 77°14′04″W / 9.77167°S 77.23444°W
普卡馬柴山（Puka Mach'ay），是秘魯的山峰，位於該國北部安卡什大區，由瓦里省的查文德萬塔爾區負責管轄，屬於布蘭卡山脈的一部分，海拔高度5,000米。